# Luciano Martino
Luciano Martino (* 22. Dezember 1933 in Neapel; † 14. August 2013 in Kenia) war ein italienischer Filmproduzent, Drehbuchautor und Filmregisseur.

## Leben
Martino, Neffe des Regisseurs Gennaro Righelli und Bruder von Sergio Martino studierte Politikwissenschaft, bevor er mit 21 Jahren als Assistent von Luigi Zampa mit dem Filmgeschäft in Berührung kam. Er erarbeitete die Treatments und Drehbücher zu vielen Filmen; von 1962 an wirkte er als Produzent von gerade aktuellen Genrefilmen; 1972 gründete er seine eigene Gesellschaft, die „Dania Film“. Bis zum neuen Jahrtausend war er in den unterschiedlichsten Funktionen inklusive des Vertriebs für eine ungeheure Anzahl – seine Filmografie umfasst etwa 350 Titel – von Werken jedweden Genres verantwortlich, von Agentenfilmen und Italowestern über Gialli und Polizeifilmen bis hin zu Barbarenfilmen und – er gilt als Miterfinder des Genres – Sexy Comedies. Gelegentlich war er auch weiterhin am Drehbuch beteiligt.
Nachdem die Blütezeit des Genrefilms zu Ende gegangen war, verlegte sich Martino auf die Produktionen angesehener Filmemacher wie Pupi Avati, Francesco Rosi, Francesca Archibugi oder der Brüder Taviani.
Martino gilt als einer der großen unabhängigen Produzenten seines Landes. Sieben Mal führte er auch selbst Regie, zu Beginn zusammen mit Kollege Mino Loy unter gemeinsamem Pseudonym.
Eine Zeit lang war er mit seiner häufigen Hauptdarstellerin Edwige Fenech liiert.

## Filmografie (Auswahl)
Produktion
- 1959: Der Sohn des roten Korsaren (La scimitarra del Saraceno)
- 1960: Küste der Piraten (I pirati della costa)
- 1961: Romulus und Remus (Romolo e Remo)
- 1962: Einer gegen Sieben (Duello nella Sila)
- 1963: Der Dämon und die Jungfrau (La frusta e il corpo)
- 1964: Herkules gegen die Tyrannen von Babylon (Ercole contro i tiranni di Babilonia)
- 1964: Das war Buffalo Bill (Buffalo Bill, l'eroe del Far West)
- 1967: 10.000 blutige Dollar (10.000 dollari per un massacro) (auch Drehbuch)
- 1967: Django – der Bastard (Per 100.000 dollari t'ammazzo)
- 1968: Django – Melodie in Blei (Uno di più all'inferno)
- 1969: Königstiger vor El Alamein (La battaglia di El Alamein)
- 1970: Sartana kommt… (Una nuvola di polvere… un grido di morte… arriva Sartana)
- 1970: Der Tod sagt Amen (Arizona si scateno… e li fece fuori tutti!)
- 1971: Der Todesengel (La vittima designata)
- 1972: Los buitres cavarán tu fosa
- 1972: Un dólar de recompensa
- 1972: Das Geheimnis der blutigen Lilie (Perché quelle strane gocce di sangue sul corpo di Jennifer?)
- 1972: Ein Halleluja für Spirito Santo (Un oomo avvisato mezzo ammazzato… Parola di Spirito Santo)
- 1972: Meine Kanone, mein Pferd… und deine Witwe (Tu fosa será la exacta… amigo)
- 1972: Il tuo vizio è una stanza chiusa e solo io ne ho la chiave
- 1973: Tödlicher Hass (Tony Arzenta)
- 1974: Der Berserker (Milano odia: la polizia non può sparare)
- 1974: Dicke Luft in Sacramento (Di Tresette ce n'è uno, tutti gli altri son nessuno)
- 1974: Der Mann ohne Gedächtnis (L’uomo senza memoria)
- 1975: Flotte Teens und heiße Jeans (La liceale)
- 1975: Flash Solo (Il giustiziere sfida la città)
- 1975: Die Viper (Roma a mano armata)
- 1976: Die frechen Teens drehen ein neues Ding (Classe mista)
- 1976: Politess im Sitten-Stress (La poliziotta fa carriera)
- 1977: A Man Called Magnum (Napoli si ribella)
- 1977: Die Gewalt bin ich (Il cinico, l'infame, il violento)
- 1977: Mannaja – Das Beil des Todes (Mannaja)
- 1978: Flotte Teens und die neue Schulmieze (L'insegnante va in collegio)
- 1978: Die weiße Göttin der Kannibalen (La montagna del dio cannibale)
- 1978: Die große Offensive (Il grande attacco)
- 1979: Die heilige Bestie der Kumas (Il fiume del grande caimano)
- 1980: Lebendig gefressen (Mangiati vivi!)
- 1981: Die Rache der Kannibalen (Cannibal ferox)
- 1981: Das völlig irre Klassenzimmer (Pierino contro tutti)
- 1983: Er – Stärker als Feuer und Eisen (La guerra del ferro – Ironmaster)
- 2004: Der Kaufmann von Venedig

Drehbuch
- 1960: Küste der Piraten (I pirati della costa)
- 1961: Der Koloß von Rhodos (Il colosso di Rodi)
- 1961: Mädchen im Schaufenster (La ragazza in vetrina)
- 1961: Piratenkapitän Mary (Le avventure di Mary Read)
- 1962: Der Kampf der Makkabäer (Il vecchio testamento)
- 1963: Perseus – der Unbesiegbare (Perseo l'invincibile)
- 1966: Arizona Colt (Arizona Colt)
- 1970: Rancheros (La diligencia de los condenados)